# Arnate
Arnate (Arnàa nel locale dialetto varesotto) è un rione del comune di Gallarate, in provincia di Varese, posto nella zona meridionale della città. Prende il nome dal torrente Arno che lo attraversa.
Fu un comune autonomo della provincia di Milano fino al 1869, anno in cui venne annesso al comune di Gallarate.

## Storia
Di antica origine, forse sede di una fara longobarda, Arnate fu nel Medioevo parte del feudo di Gallarate, donato nel 1530 dal duca Francesco II Sforza al poi cardinale Marino Caracciolo, che nel 1564 venne permutato con il feudo di Atripalda nel regno di Napoli, cedendolo a Giacomo Pallavicino Basadonna, alla cui morte senza eredi, fu ceduto da re Filippo II di Spagna a Giacomo Annibale Altemps nel 1578. Nel 1656 il feudo passò ai marchesi Teobaldo e Galeazzo Visconti di Cislago e dal 1716 ai loro discendenti successori, i Castelbarco Visconti, fino all'estinzione del feudalesimo.
Il comune di Arnate versava al feudatario di Gallarate un censo annuo e imbottato pari a 8 lire, non essendosi mai redento.
Non vi risiedevano giudici ed era sottoposto al regio vicario del Seprio. Arnate non disponeva di alcun consiglio particolare, ma del consiglio generale, assistito da un giudice, con l'intervento del popolo e di due sindaci eletti; il console veniva scelto con pubblico incanto. I sindaci venivano eletti e permutati da biennio in biennio. 
Nel 1786 prese parte alla prima istituzione della Provincia di Gallarate poi Provincia di Varese, abolita però dopo soli cinque anni. Alla proclamazione del Regno d'Italia nel 1805 risultava avere 375 abitanti. Nel 1809 fu soppresso con regio decreto di Napoleone ed annesso a Cardano, per essere poi inglobato a Gallarate nel 1811. Il Comune di Arnate fu quindi ripristinato con il ritorno degli austriaci, e raggiunse il tetto di 723 residenti nel 1853 e 758 cittadini nel 1861. La definitiva soppressione per annessione a Gallarate arrivò nel 1869 a seguito del R.D. 24 febbraio 1869, n. 4922, a firma di re Vittorio Emanuele II.

## Infrastrutture e trasporti
Tra il 1904 e il 1906 Arnate fu servita dalla filovia Gallarate-Samarate.
Fra il 1931 e il 1951 la località era servita da una diramazione proveniente da Gallarate della tranvia Milano-Gallarate, gestita dalla STIE.